# 羅克波特 (密蘇里州)
羅克波特（英語：Rock Port）是位於美國密蘇里州艾奇遜縣的城市。同時該地也是艾奇遜縣的縣治。

## 人口
根據2020年美國人口普查的數據，羅克波特的面積為7.18平方千米，皆為陸地。當地共有人口1278人，而人口密度為每平方千米178人。